# 안형환의 시사포커스
《안형환의 시사포커스》는 채널A에서 토요일 오후 5시 40분에 방송되었던 채널A의 토요일 저녁 시사 프로그램이다.

## 앵커
- 안형환

## 동시간대 경쟁 프로그램
- 시사스페셜 (MBN)
- 불후의 명곡 - 전설을 노래하다 (KBS 2TV)
- 백종원의 3대 천왕 (SBS)
- 무한도전 (MBC)